# Wurfbainia vera
El cardamomo blanco, cardamomo de Bengala, cardamomo de Camboya, cardamomo de Siam, cardamomo de Tailandia o cardamomo de Vietnam (Wurfbainia vera) es una especie de planta herbácea de la familia Zingiberaceae. La hoja tierna, el fruto y las semillas son comestibles.

## Distribución y hábitat
El área de distribución nativa de esta especie se extiende desde Camboya e Indonesia (especialmente en Sumatra), hasta Tailandia y Vietnam. Crece principalmente en el bioma tropical húmedo.

## Taxonomía
La especie fue descrita inicialmente como Amomum verum por Elizabeth Blackwell y publicada en Herbarium Blackwellianum, t. 371, en 1757, actualmente es tanto un sinónimo como el basónimo de esta; y ulteriormente, sería transferida al género Wurfbainia por Jana Škorničková y Axel Dalberg Poulsen en Taxon 67(1): 30, en 2018.
Etimología
Véase: Wurfbainia
vera: epíteto latino que significa "verdadera".